# 拳骨拓史
拳骨 拓史（げんこつ たくふみ、1976年（昭和51年） - 、本名・鈴木朝雄）は、作家。東洋兵法・東洋史、経営学の研究家。中央乃木会理事。和歌山県出身。

## 人物
名越二荒之助の講義に深い感銘を受け、師事。2003年（平成15年）頃には名越の活動を補助するため、青山霊園や多磨霊園などの案内や解説などを担当したほか、漢詩に日本語訳をつけるなどしていた。
名越の死亡直前、著書の執筆を託され、『これだけは伝えたい武士道のこころ』（防衛弘済会）を共著して刊行。また杉之尾宜生元防衛大学校教授に指導を仰ぎ、兵法経営の研究をおこなう。なおペンネーム「拳骨」は、「固くて強い、そしてみんなにすぐ覚えてもらえる」という理由で、名越が命名した。

## 特色・主張
基本的に師匠である名越の主張を継承している。
ただし、中国人や韓国人であっても汪兆銘のような親日家や韓国人特攻隊の戦死者には畏敬の念を示しており、中国人や韓国人を民族的に罵倒するような主張はおこなっていない。またそういった主張を好ましいと思っていない、とする記載もなされている。『日中韓2000年の真実』のあとがきでは、日本人による反日活動の結果、親日の外国人が困窮させられているとして、日中・日韓問題の根本は「日日問題」との主張をおこなっている。日本はいたずらに中国、韓国を罵倒するのではなく、中国、韓国にいる親日家と連携・育成・支援することで、現状の閉塞状況を打開するように工作することが重要であると述べている。
歴史問題以外では、経営コンサルタントの立場から、帝国陸軍の教本を用い、戦略・戦術・心理学などでビジネスに応用できるものを活用し、「（ダイエーなど）滅びた組織はすべてダメであったかといえばそうではない。ダメな部分はそれとして、そのなかでも優れた部分があればこれを抽出し、活用しなければ日本企業の発展はありえない」という主張をおこない、歴史の経営への転化を主張するなどしている。
また著書である『韓国「反日謀略」の罠』では、同年に発生した産経新聞ソウル支局長名誉毀損起訴事件を予測（同書に今後の動きとして「韓国に拠点を持つ大手マスコミに反韓的な記載があれば、ソウル特派員の逮捕や追放、支局閉鎖などの脅しをするほか、駐日大使館へ組織的抗議や威嚇をおこなう」と明記）。また韓国政府が反日政策の予算を強化などを指摘している。

### 移民問題
移民問題について「「日本は渡来人大国」のウソ : 安易な外国人受け入れが抗日運動をもたらした 」『Voice』（2014年7月号）において、第一次世界大戦による好景気から、日本が朝鮮人労働者を受けいれたことが現在まで続く在日韓国人問題の発端になり、90年代の外国人労働者の受け入れがバブル崩壊後の就職氷河期をもたらしたと主張し、移民受け入れについては慎重な姿勢をとる。
また日本にいる外国人労働者は低賃金や日本人が嫌う、所謂３Ｋの仕事に就かされるケースが多く、これは現代の奴隷制度となる可能性を指摘。日本は「正義の国」であるべきで、安易に外国人労働者を受け入れるべきではないという。
好況による人手不足については安易に人件費が安いからと外国人労働者を採用するのではなく、まずは自動化（AI等による人員削減）を行い、それでも足らない部分を調整すべきだと述べる一方、今度、子供不足による労働人口を改善させるため小学生の授業にプログラミングを教えつつ、ロボット教室等に通う子供たちに学費等の支援をおこなうことで、将来に備えた施策をおこなうべきと述べている。

### 韓国情勢
保守派が主張する韓国との断交には、以下の理由から否定的な見解を述べている。
対馬海峡の制海権の確保は日本の生命線であり、韓国と提携していれば通過するすべての艦艇は一度、日本の監視下に置かれることになる。
韓国と断交した後は、かつての李承晩並みの反日国となる可能性が高く、日本人漁民への危害が高まる。
これらの問題を解決するには、韓国の民族性である強い国には低頭する民族性（事大主義）を利用すべきであり、韓国を反日国家から改めさせるには、日本は経済力・愛国心・軍事力をあわせた強国に生まれ変わるしかないと述べている。
『「親日派」朝鮮人 消された歴史 終戦までの誇り高き日韓友情の真実』では、日本を愛した韓国人や当初は反日テロをした多くの韓国人が、後に親日に転じた事例や特攻隊として散華した韓国人を紹介。韓国に対する民族的批判をすべきではないと主張。親日派韓国人と提携し、今の日韓関係を改善するよう仕掛けるべきだという。

### 中国情勢
中国情勢では中国共産党員が出国する場合、国家安全部から定期的に訪問国で起きた事項についてレポートを提出し、報告することを義務付けられるため在日中国人の数から日本国内に５万人の中国人スパイが暗躍していると指摘。日本に急務なのは防諜（国内に潜むスパイおよび二重スパイを排除）の法整備と体制づくりであり、同時に日本政府への情報提供者を安全に保護するための仕組みが必要だと述べている。

### 自衛隊
『兵学思想入門』（ちくま新書）において、神武天皇から現在の自衛隊にいたる「日本式兵学思想」について論及し、現在の自衛隊の制服組トップである統合幕僚長が天皇の認証官となっていないことは、天皇と軍隊の関係が一体であった日本の伝統・歴史からしても異常であると指摘。早急に統合幕僚長を認証官とすべきであると主張する。
また、現在の自衛隊には戦死の規定がなく、仮に有事がおきた際に自衛官が戦死した場合は殉職の扱いとなることを問題視。戦死認定して待遇を戦前の帝国陸海軍同様に相続税の免除、遺族の就業支援などをおこなうべきだという。

## 活動

### 大空の女神安置運動
1940年（昭和15年）、陸軍航空通信学校の井戸に身を投げ、相次ぐ戦闘機事故の根絶を願った藤田多美子という女性がいた。戦時中は美談と讃えられ胸像や歌碑などが建立されたが、戦後は行方知れずとなっていた。拳骨は50年前の『朝雲新聞』に、多美子の父親が「せめて、自衛隊の飛行場の見えるところに置いてやりたい」と述べていたのを見つけ、調査を開始した。調査は難航したものの、2011年（平成23年）12月8日、平間洋一が主催する勉強会で講師として招かれた崔三然元韓国空軍大佐が学校のOBであることを知り、協力を要請。このことは2012年（平成24年）8月15日の『産経新聞』に終戦特集として掲載され、拳骨は「国のために殉じた人は等しく尊敬されなければならない。藤田さんの遺志を伝え、鎮魂してもらいたい」と述べた。崔も、拳骨の活動に対し「貴方の様なお方がいる限り日本は誇りを失いません」とエールを送った。拳骨は、『韓国人に不都合な半島の歴史』の中で一連の活動について紹介し、「（藤田多美子女史の慰霊がなされなかったことは）日本にとって不幸ではあったが、韓国の崔三然元大佐の協力により、日韓友好の新しい架け橋としての役割を担った」「（拳骨が）自虐史観を持ち、（崔氏が）反日史観をもっていたとすればこのような活動は成り立たなかったであろう。日本と韓国は自虐史観を反日史観を超越したときに、真の友情が築けるのだ」と総括した。二人は胸像が無事に現存していることを確認し、陸上自衛隊霞ヶ浦駐屯地への安置された。
その後、2013年（平成25年）4月13日に土浦市にあるホテルマロウド筑波にて日本郷友連盟を主催とする「大空の女神・藤田多美子鎮魂式」が挙行され、寺島泰三元統合幕僚会議議長や藤田幸生元海上幕僚長、櫻木正朋霞ヶ浦駐屯地司令など多くの人々が参列し、その精神の顕彰をおこなった。

## 著作

### 単著
- 『「日本と中国」歴史の真実　教科書で習った日本史・中国史が、ウソだったことがわかる本』経済界〈リュウ・ブックスアステ新書〉、2007年10月。ISBN 978-4-7667-1037-3。 - 年表あり。
- 『日本陸軍に学ぶ「部下を本気にさせる」マネジメント』扶桑社新書、2008年。ISBN 978-4-594-05682-7。
- 『中国が憧れた理想の国日本　学校では教えない本当の歴史』草思社、2008年。ISBN 978-4-7942-1682-3。 - 文献あり。
- 『日中韓2000年の真実　なぜ歴史のウソがまかり通るのか』扶桑社新書、2011年。ISBN 978-4-594-06520-1。 - 文献あり。
  - 『日中韓2000年の真実』 扶桑社文庫、2017年。ISBN 978-4594077020
- 『韓国人に不都合な半島の歴史』PHP研究所、2012年。ISBN 978-4-569-80800-0。 - 文献あり。
- 『「反日思想」歴史の真実』扶桑社新書、2013年。ISBN 978-4-594-06820-2。
- 『韓国の歴史教材『東アジア史』の真実』PHP研究所、2013年。ISBN 978-4-569-81042-3。
- 『韓国「反日謀略」の罠』扶桑社、2014年。ISBN 978-4594070243。
  - 『反日韓国「歴史と謀略」』 扶桑社文庫、2019年。ISBN 978-4594083793
- 『韓国が次に騒ぎ出す「歴史問題」』PHP研究所、2014年。ISBN 978-4569820989。
- 『昭和の戦争の真実 語り継ぐ70の秘話』育鵬社、2015年。ISBN 978-4-594-07295-7。
- 『日本の戦争解剖図鑑』エクスナレッジ、2016年。ISBN 978-4767821559
- 『兵学思想入門―禁じられた知の封印を解く』筑摩書房〈ちくま新書〉、2017年。ISBN 978-4480069863
- 『「親日派」朝鮮人　消された歴史 終戦までの誇り高き日韓友情の真実』PHP新書、2019年。ISBN 978-4569842431
- 『乃木希典　武士道を体現した明治の英雄　エピソードで伝える偉人伝』明成社ブックレット、2020年。ISBN 978-4905410577。

### 共著
- 名越二荒之助 共著『これだけは伝えたい武士道のこころ』防衛弘済会、2007年11月。ISBN 978-4-903749-01-3。 - 文献あり。
  - 名越二荒之助 共著『これだけは伝えたい武士道のこころ』晋遊舎、2014年7月。ISBN 978-4801800465。改訂版
- 『田母神「自衛隊問答」』PHP研究所、2015年1月。ISBN 978-4569823379。

### 論文
兵法経営史
- 中国孫子兵法研究会 (2 2005). “兵法経営史研究 主要以近代商家思想出発”. 孫子兵法年鑑 (中国文連出版社).
- “日本兵法経営思想史研究”. 濱州学院学報 (山東省教育庁). (5 2006).

孫子兵法
- “<竹簡孫子>再考 ―以<形篇>中〝守〟的解釈為中心展開討論ー”. 濱州学院学報 (山東省教育庁). (4 2009).

## 関連人物
- 崔三然
- 名越二荒之助
- 伊達宗義
- 杉之尾宜生
- 平間洋一
- 田中秀雄